# Barriera architettonica

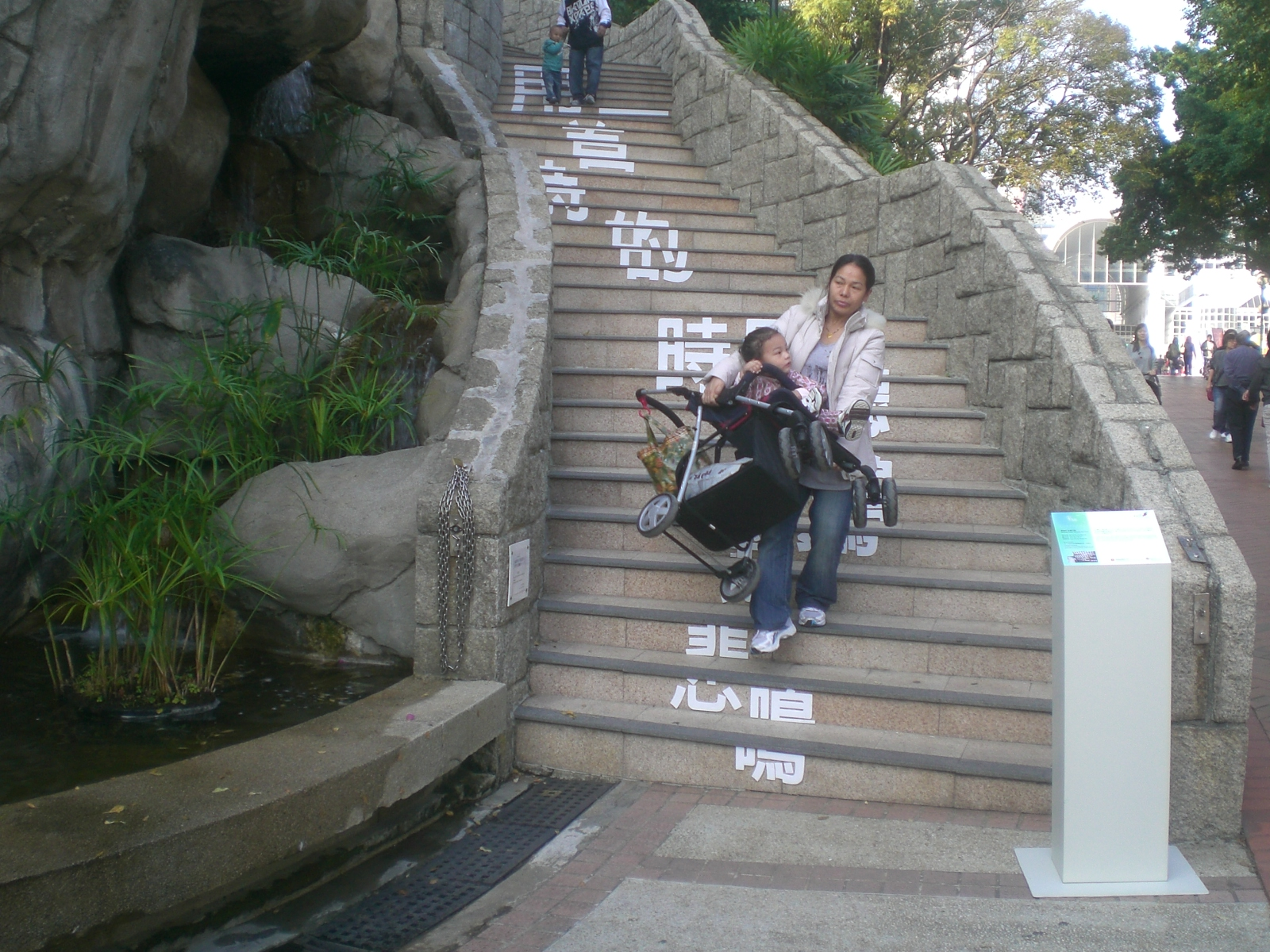
Le scale sono una barriera architettonica per una mamma con la carrozzina

Viene definita barriera architettonica qualunque elemento costruttivo che impedisca, limiti o renda difficoltosi gli spostamenti o la fruizione di servizi, specialmente per le persone con limitata capacità motoria. Da questo consegue che un elemento che non costituisca barriera architettonica per un individuo può invece essere di ostacolo per un altro; si capisce quindi che il concetto di barriera viene percepito in maniera diversa da ogni individuo.
Il bisogno di garantire al maggior numero di persone il diritto alla libertà di movimento ha portato alla ricerca di parametri comuni. Il passo più importante è stato fatto a livello normativo andando a individuare quali elementi costruttivi siano da considerarsi barriera architettonica. 
Promuovere l'accessibilità nelle città è essenziale per garantire un'effettiva inclusione per tutte le persone, specialmente per coloro con disabilità. Esempi recenti evidenziano la necessità di implementare progetti di design urbano più attenti a questi temi, per rendere le città più fruibili e accoglienti.

## Descrizione
I tipi di barriera architettonica sono: scalini, porte strette, pendenze eccessive, spazi ridotti. Esistono innumerevoli casi di barriere meno evidenti, come parapetti "pieni", che impediscono la visibilità a una persona in carrozzina o di bassa statura; i banconi dei bar troppo alti, sentieri di ghiaia o con fondo dissestato. Nel caso di persone non vedenti possono rappresentare casi di barriera architettonica anche semafori privi di segnalatore acustico o oggetti sporgenti.
Possiamo affermare che dalla definizione di barriera architettonica, anche attraverso la lettura del documento ICF del 2001, siamo passati al concetto di conflitto uomo-ambiente, ovvero a quella serie di ostacoli e impedimenti, di forma temporanea o permanente, che impediscono all'utente di fruire in piena sicurezza di tutta quella serie di funzioni, attrezzature e servizi che lo spazio antropizzato dovrebbe garantire a tutte le categorie d'utenza.
In tal senso accanto alle barriere fisiche e percettive si apre il mondo delle barriere comunicative, ovvero di tutti i segnali che l'ambiente genera nei confronti dei propri fruitori.
Parlando invece di barriere virtuali si possono menzionare alcuni siti internet non conformi agli standard di accessibilità.

## La situazione in Italia

### Il quadro legislativo
La legge quadro italiana che tratta il problema della fruibilità è la legge n. 13/1989, che stabilisce i termini e le modalità in cui deve essere garantita l'accessibilità ai vari ambienti, con particolare attenzione ai luoghi pubblici.
Il D.M. n. 236/1989 (decreto attuativo) si addentra maggiormente nella parte tecnica e individua tre diversi livelli di qualità dello spazio costruito.

Questi tre livelli sono:
- Accessibilità: possibilità per persone con ridotta o impedita capacità motoria o sensoriale di raggiungere l'edificio e le sue singole unità immobiliari e ambientali, di entrarvi agevolmente e di fruire di spazi e attrezzature in condizioni di adeguata sicurezza e autonomia.
- Visitabilità: possibilità per persone con ridotta o impedita capacità motoria o sensoriale di accedere agli spazi di relazione e ad almeno un servizio igienico di ogni unità immobiliare. Vengono considerati spazi di relazione gli spazi di soggiorno dell'alloggio e quelli dei luoghi di lavoro, servizio e incontro, nei quali il cittadino entra in rapporto con la funzione ivi svolta.
- Adattabilità: possibilità di modificare nel tempo lo spazio costruito a costi limitati, allo scopo di renderlo completamente e agevolmente fruibile anche da parte di persone con ridotta o impedita capacità motoria o sensoriale.

Sempre il D.M. n. 236/1989 stabilisce anche, per gli edifici e gli spazi privati, i parametri tecnici e dimensionali correlati al raggiungimento dei tre livelli di qualità sopra riportati: per esempio le dimensioni minime delle porte, le caratteristiche delle scale, la pendenza delle rampe pedonali, gli spazi necessari alla rotazione di una sedia a ruote, le dimensioni degli ascensori e le casistiche della loro necessità, le caratteristiche di un servizio igienico accessibile e altri ancora.
I requisiti vengono stabiliti in modo differenziato a seconda della tipologia degli edifici e degli spazi.
Ogni nuova costruzione deve infatti rispettare tali norme, e i vecchi edifici devono essere opportunamente adeguati alla normativa in caso di ristrutturazione..
Per quanto riguarda gli edifici e gli spazi pubblici vi è stata l'emanazione di un ulteriore decreto attuativo.
Le normative di riferimento per eventuali approfondimenti sono:
- legge n. 13/1989;
- D.M. n. 236/1989;
- legge n. 104/1992;
- D.P.R. n. 503/1996;
- D.P.R. n. 380/2001 (artt. 77-82)

### P.E.B.A.
I P.E.B.A. o Piani per l'Eliminazione delle Barriere Architettoniche (art. 32, comma 21 della legge n. 41/1986 e art. 24, comma 9 della legge n. 104/1992) sono uno strumento che ha la finalità di conoscenza delle situazioni di impedimento, rischio e ostacolo per la fruizione di edifici e spazi pubblici. Questi piani rappresentano il punto di partenza per la redazione di Piani Pluriennali di Abbattimento delle barriere architettoniche.
Possiamo definire il P.E.B.A. come uno strumento meta progettuale, necessario ad avviare procedure coordinate, per eseguire gli interventi di “attenuazione” dei conflitti uomo-ambiente. È quindi il preludio, la base, sulla quale cominciare tutte quelle azioni di “design urbano” che mirano a interventi più o meno dedicati. 
Il P.E.B.A. ha come obiettivo generale quello di produrre conoscenza al fine di poter intraprendere concretamente le azioni di progettazione in grado di mirare all'innalzamento della qualità della rete di servizi, tempi e occasioni fornite dalla città, partendo dalle necessità di chi maggiormente richiede attenzioni, per giungere a definire risposte, capaci di garantire il quadro associante a cui mira una città solidale e quindi accessibile. 
Secondo questa visione, il piano è così strumento, trasversale, di analisi e verifica, necessario per alfabetizzare, utenti e gestori della città a una cultura dell'accessibilità.

## La situazione nel Canton Ticino
Nel Canton Ticino, come in diversi cantoni della Svizzera, è in vigore la norma SIA 500 (SIA = Schweizer Ingenieur- und Architektenverein, in italiano Società svizzera degli ingegneri e degli architetti)  che dal 1º gennaio 2009 sostituisce la SN 521 500 (SN = Schweizerische Norm, in italiano norma svizzera) pubblicata nel 1988. In essa sono contenute tutte le misure minime da rispettare nella progettazione e nella costruzione di nuovi edifici pubblici o privati ma accessibili al pubblico.

Queste misure, riportate di seguito risultano utili in sede di verifica dei progetti.

### Piazze, strutture esterne e posteggi
- Percorsi: i collegamenti orizzontali esterni devono essere scevri da scalini, avere una larghezza minima di 120 cm e una pendenza massima del 12%, ma di solito è dell'8%.
- Posteggi: nei parcheggi con oltre 15 posti deve essere previsto un posteggio per i diversamente abili. Negli autosili o nei parcheggi pubblici il rapporto è di un posto ogni 50 posteggi.

### Edifici
- Ingresso: l'ingresso dell'edificio non deve essere munito di scalini e deve avere una larghezza minima di 80 cm.
- Percorsi: i collegamenti orizzontali interni devono essere scevri da scalini e presentare una larghezza minima di 120 cm.
- Ascensori: le dimensioni minime degli ascensori devono essere di 110x140 cm e la porta deve presentare una luce netta di passaggio di 80 cm.
- Sanitari: negli stabili pubblici almeno un locale sanitario deve presentare le dimensioni di 165x180 cm, avere una porta di 80 cm che si apra verso l'esterno ed essere arredato secondo norma.
- Porte: tutte le porte devono presentare una larghezza minima di 80 cm.